# Тукшум
Тукшум — село в Елховского района Самарской области, входит в сельское поселение Никитинка.

## География
Тукшум расположена на севере Самарской области; на левом берегу р. Кондурча, на одноимённом ручье.

## Происхождение названия
Тукшум. Овраг, правый приток р. Кондурча, русло речки Тукшум. Отметим, что именно так же в документах 1910 г. назван ручей, на котором (но на противоположной от оврага Тукшум левой стороне р. Кондурчи) стоит деревня Тукшум. Получается, что примерно в одном месте в р. Кондурчу впадают с обеих сторон два притока с одинаковым названием. Исследования показывают, что данный топоним — один из самых древних на терр. района. Корни его уходят в финно-угорские языки. Шум (шойим, шайма) в финском, удмуртском, ханты и др. — «болотистое место», «водоем, заполняемый в половодье», «малая речка». Тук в финно-угорских языках — «сухая трава», «связка соломы» (то же, что в русск. яз. «грива», нередко встречающаяся именно в этих местах). То есть Тукшум — это небольшая речка среди сухой травы, с разливом в половодье и без отчетливо выраженного устья в болотистой низине, что вполне соответствует оврагу, впадающему в Кондурчу с правой стороны.

## История
1859 г. Тукшумъ, деревня казённая, при урочище Тукшуме. Домов-15 , м.п.-97, ж.п.-84.**
1910 г. Самарский уезд. Краснодомская волость. Бывшие госуд. крестьяне. Мордва. Православные. Всего дворов-78 , муж.-257, жен.-271, паровая мельница.***
1928 г. Мелекесский уезд. Елховская волость. Тукшум, хутор. Всего дворов-83 , в том числе крестьянск. типа −83, преоблад. народность — рус. 409, муж.-192, жен.-217.****
Именно здесь сходились границы трех волостей — Петропавловской, Краснодомской и Елховской. *

## Население
| 2010 | 2011 | 2012 | 2013 | 2014 |
| ---- | ---- | ---- | ---- | ---- |
| 59   | ↗74  | ↗77  | →77  | →77  |